# Anders Jonas Ångström
Anders Jonas Ångström (pronunciación en sueco: /ˈânːdɛʂ ˈjûːnas ˈɔ̂ŋːstrœm/; Lögdö, Suecia, 13 de agosto de 1814-Upsala, Suecia, 21 de junio de 1874) fue un físico y astrónomo sueco, considerado uno de los fundadores de la ciencia de la espectroscopía.

## Biografía
Ångström nació en Lögdö, Suecia, el 13 de agosto de 1814 y Estudió en la Universidad de Upsala, donde en 1839 se convirtió en profesor de física. En 1842 se trasladó al Observatorio de Estocolmo para ganar experiencia práctica en astronomía y al año siguiente fue designado guarda  del Observatorio Astronómico de Upsala.
Comienza a interesarse en magnetismo y realiza muchas observaciones de la intensidad y declinación de magnetismo terrestre en varios lugares de Suecia. Fue encargado por la Real Academia de las Ciencias de Suecia a analizar  los datos sobre el campo magnético obtenidos por la fragata sueca Eugénie en su viaje alrededor del mundo entre 1851 y 1853, aunque no llegaría a terminar dicho trabajo antes de su muerte.
En 1858 sucedió a Adolph Ferdinand Svanberg como director de física en Upsala. Su trabajo más importante estuvo relacionado con la conducción de calor y con la espectroscopía. En su investigación sobre óptica, Optiska Undersökningar, presentada a la Real Academia de las Ciencias de Suecia en 1853, apuntó no solo que una chispa eléctrica producía dos espectros superpuestos, uno del electrodo metálico y otro del gas por el que pasaba, sino que dedujo de la teoría de la resonancia de Leonhard Euler que un gas incandescente emitía rayos luminosos con la misma longitud de onda que los que podía absorber. Esta afirmación, como comentó Edward Sabine en la entrega de la Medalla Rumford de la Royal Society en 1872, contenía el principio fundamental del análisis del espectro luminoso, y aunque durante algunos años fue pasada por alto, lo eleva al rango de fundador de la espectroscopia.
Desarrolló un método para medir la conductividad térmica demostrando que era proporcional a la conductividad eléctrica. 
A partir de 1861 puso especial atención al espectro solar. Su combinación del espectroscopio con la fotografía para estudiar el Sistema Solar dio como resultado descubrir que la atmósfera del Sol contiene hidrógeno, entre otros elementos (1862), y en 1868 publica su gran mapa del espectro normal del Sol en Recherches sur le spectre solaire, incluyendo medidas detalladas de más de 1000 líneas espectrales, que durante mucho tiempo permaneció como una referencia en cuestión de longitud de onda, aunque sus medidas fueran inexactas en una parte en 7000 u 8000 debido a que el metro que usó como estándar era demasiado corto. Se nombró angstrom, a una unidad de longitud igual a 10 −10 metros m usada para medir la longitud de onda de las líneas espectrales.
Ångström fue el primero, en 1867, en examinar el espectro de las auroras boreales, y detectó y midió la línea brillante características en la región del amarillo-verde, aunque se equivocó en suponer que esa misma línea, a veces conocida con su nombre, se vería también en la luz zodiacal.
Murió en Upsala el 21 de junio de 1874.
Su hijo Knut Ångström fue conocido por su trabajo en la Universidad de Upsala en radiación solar, la radiación de calor desde el Sol y su absorción por la atmósfera terrestre. Para esta investigación desarrolló varios métodos e instrumentos delicados, incluyendo su pirómetro por compensación eléctrica, inventado en 1893, y un aparato para obtener una representación fotográfica del espectro infrarrojo en 1895.

### Distinciones
Premios
- Medalla Rumford en 1872.

Epónimos
- Se creó en su honor la unidad Angstrom (1 Å = 10−10 m) utilizada para medir la longitud de onda de la luz o las distancias interatómicas en la materia. Esta unidad también se utiliza en la cristalografía, así como la espectroscopía.
- En la Luna hay un cráter con el nombre de Ångström en su honor.
- El asteroide (42487) Angstrom lleva este nombre en su memoria.[5]
- El Laboratorio Ångström, uno de los principales complejos de edificios de la Universidad de Uppsala, lleva su nombre en su honor.